# Fruitland (Iowa)
Fruitland é uma cidade localizada no estado americano de Iowa, no Condado de Muscatine.

## Demografia
Segundo o censo americano de 2000, a sua população era de 703 habitantes.
Em 2006, foi estimada uma população de 874, um aumento de 171 (24.3%).

## Geografia
De acordo com o United States Census Bureau tem uma área de
4,7 km², dos quais 4,7 km² cobertos por terra e 0,0 km² cobertos por água.

## Localidades na vizinhança
O diagrama seguinte representa as localidades num raio de 20 km ao redor de Fruitland.